# Picea jezoensis
Picea jezoensis ((Siebold & Zucc.) Carrière, 1855) è una specie di peccio, appartenente alla famiglia delle Pinaceae, originaria della Cina (Jilin), della Russia (Magadan, Isole Curili, Sakhalin, Primorskij, Kamčatka e Chabarovsk), del Giappone (Hokkaidō e Honshū) e della Corea del Nord.

## Etimologia
Il nome generico Picea, utilizzato già dai latini, potrebbe, secondo un'interpretazione etimologica, derivare da Pix picis = pece, in riferimento all'abbondante produzione di resina. Il nome specifico jezoensis fa riferimento a Jezo, altro nome di Hokkaidō.

## Descrizione

### Portamento
Albero alto 40-50 metri con unico tronco diritto; i rami del primo ordine sono lunghi, snelli e sviluppati orizzontalmente. I rami del secondo ordine sono cadenti, snelli e fitti. La chioma è piramidale o ampiamente conica. I virgulti sono solidi, snelli, prima di color giallo-pallido, poi giallo-arancione o marrone-rossastro, con superficie scanalata, rugosa, glabra o pubescente; i pulvini sono più scuri, lunghi 1 mm.

### Foglie
Le foglie sono aghiformi, di colore verde scuro superiormente, con due bande bianche inferiormente, lineari, dritte o leggermente ricurve, lunghe 1,2 cm, con punte acute o mucronate; hanno stomi nella pagina inferiore, disposti in 6-7 linee su due bande. Le gemme vegetative sono ovoidali-coniche, lunghe 5-8 mm, senza resina; hanno perule ottuse-triangolari, di colore arancione-marrone, persistenti per anni.

### Fiori
Sono strobili maschili gialli, ascellari, disposti a gruppi pendenti sui virgulti, lunghi 1,5-2 cm.

### Frutti
I coni femminili sono sessili o con corto peduncolo, cilindrici, inizialmente eretti, poi pendenti a maturazione, lunghi 4-7 cm e larghi 2-3,5 cm, inizialmente verdi, poi marroni-rossastri o giallastri, con punte ottuse. I macrosporofilli sono numerosi, piccoli, obovati-oblunghi o rombici, molto sottili ma rigidi, lunghi 1-1,2 cm. Le brattee sono piccole, ligulate, con punte dentellate a cuspide, lunghe 4-5 mm, incluse e di color porpora. I semi, di color marrone chiaro, sono ovoidali-cuneati, lunghi 3 mm, con parte alata ovata-oblunga, lunga 6-10 mm.

### Corteccia
La corteccia inizialmente è ruvida e scanalata, di colore marrone nerastro o porpora-grigio scuro.

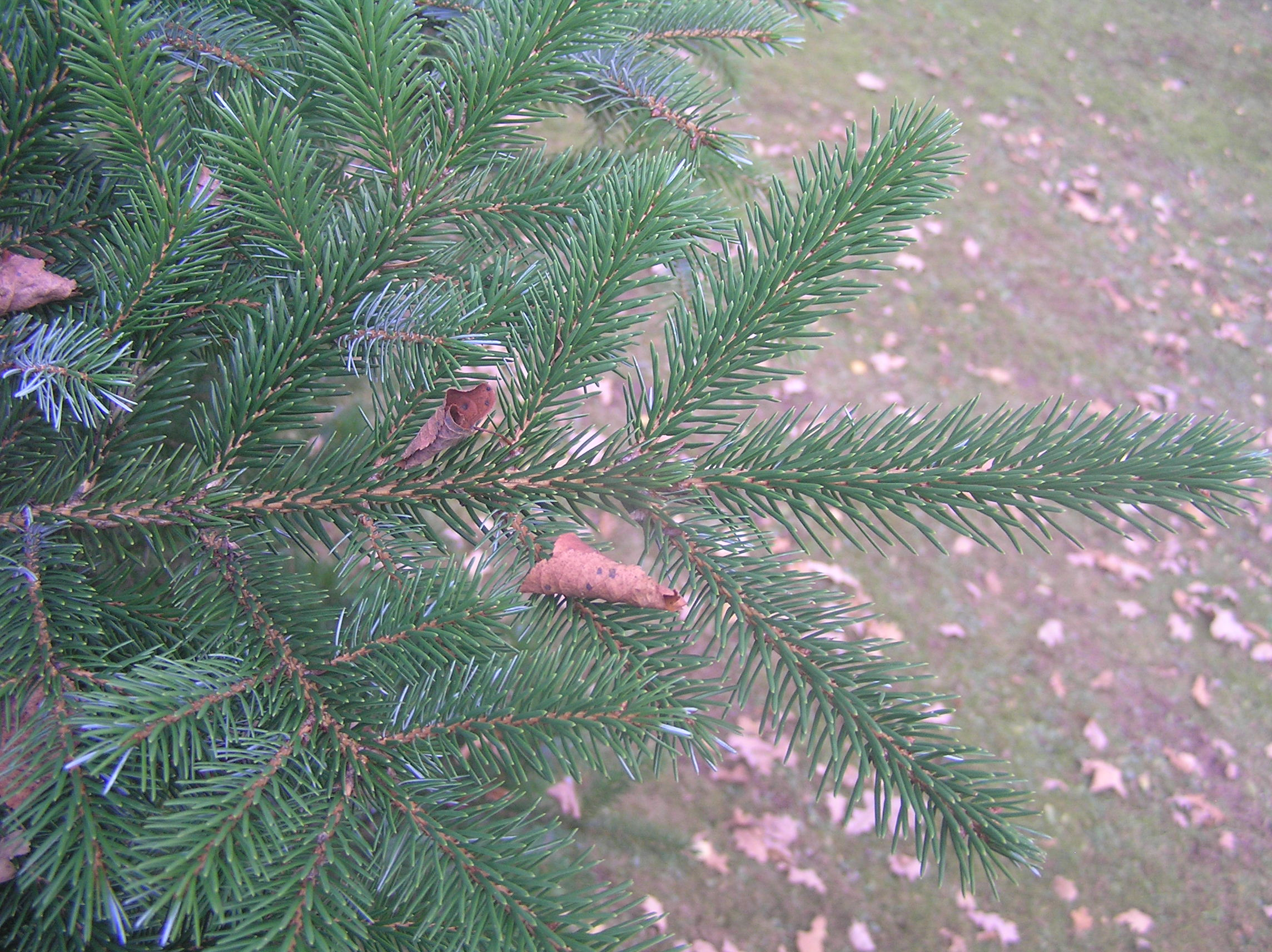
Virgulti
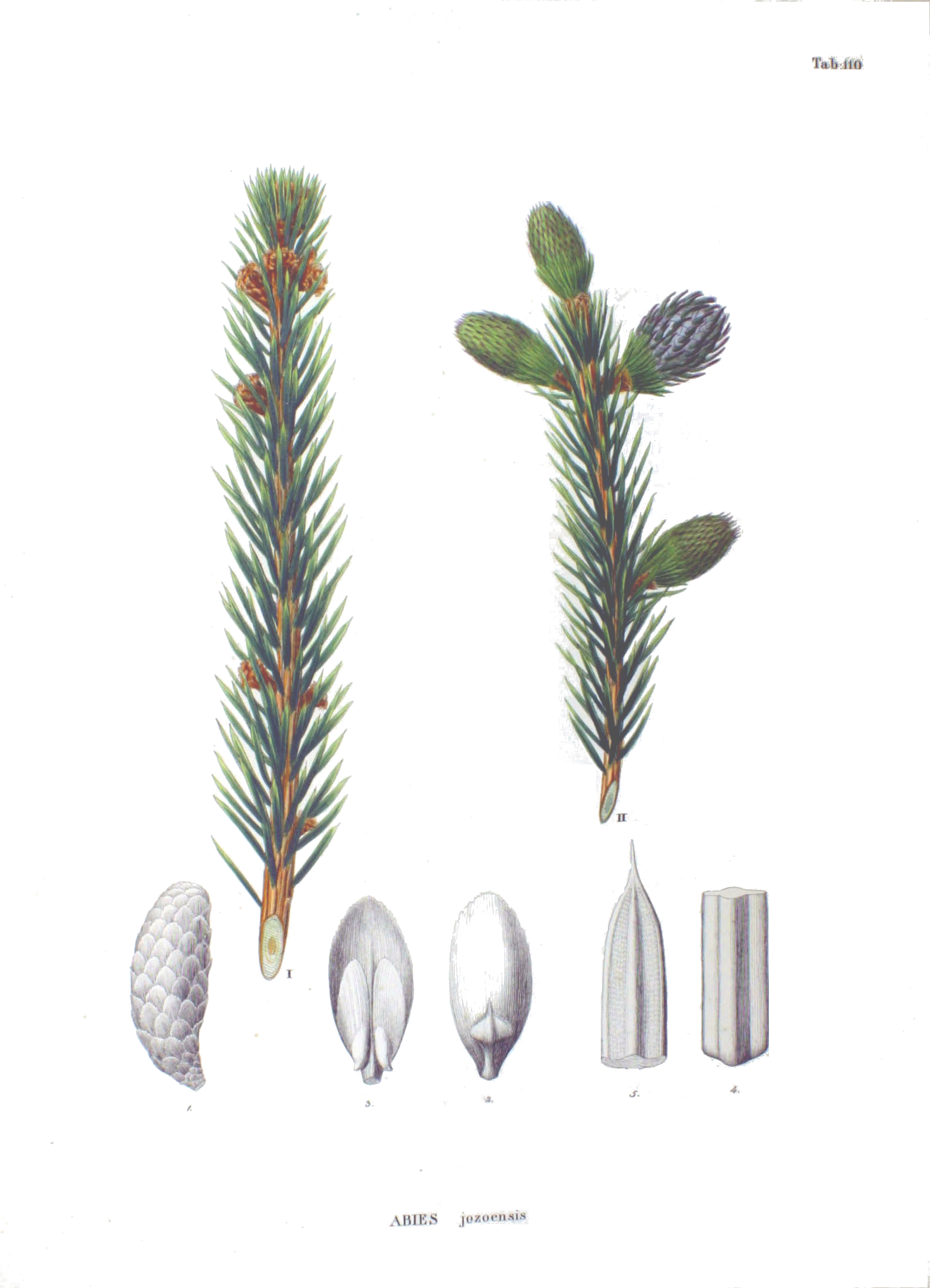
Illustrazione
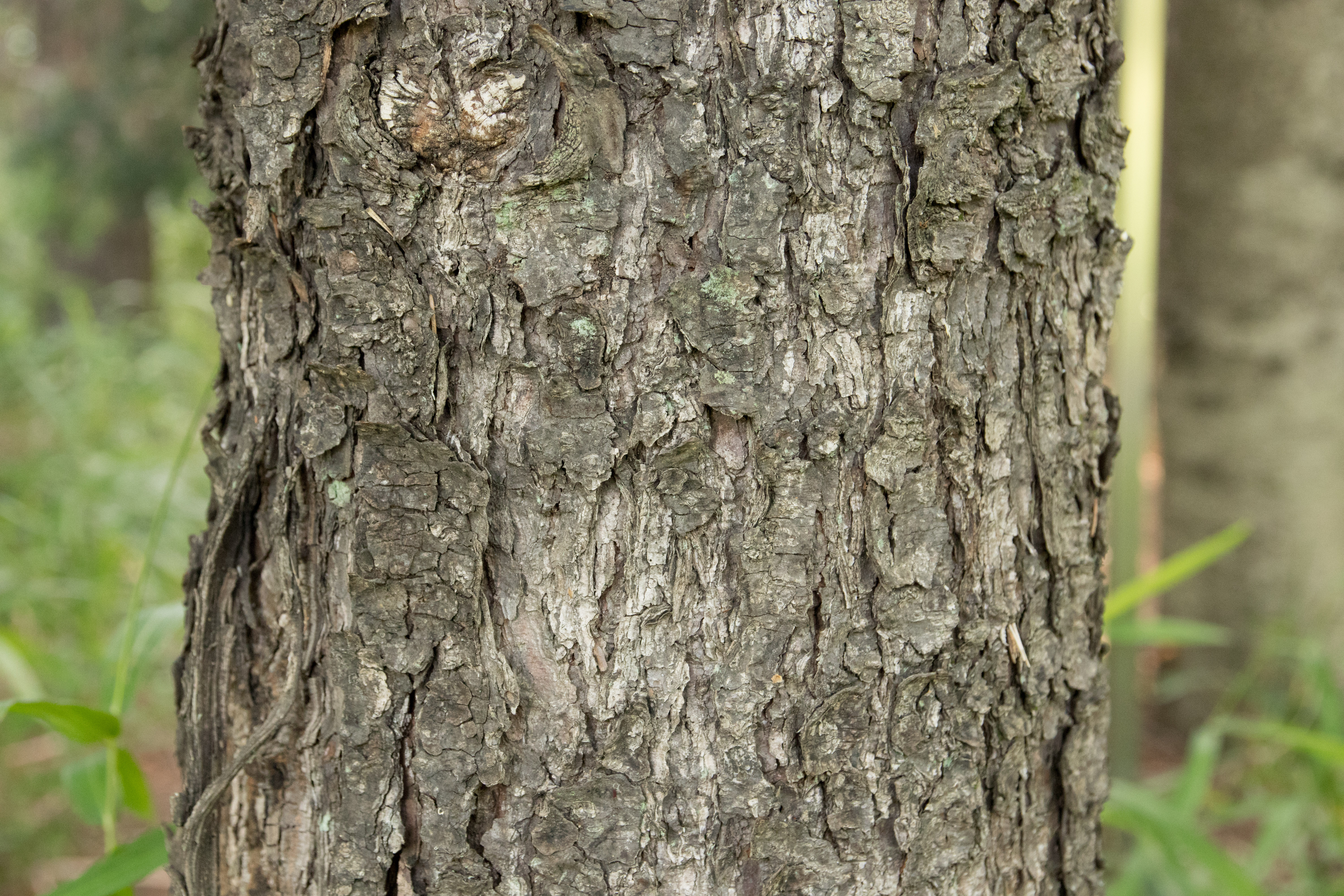
Corteccia
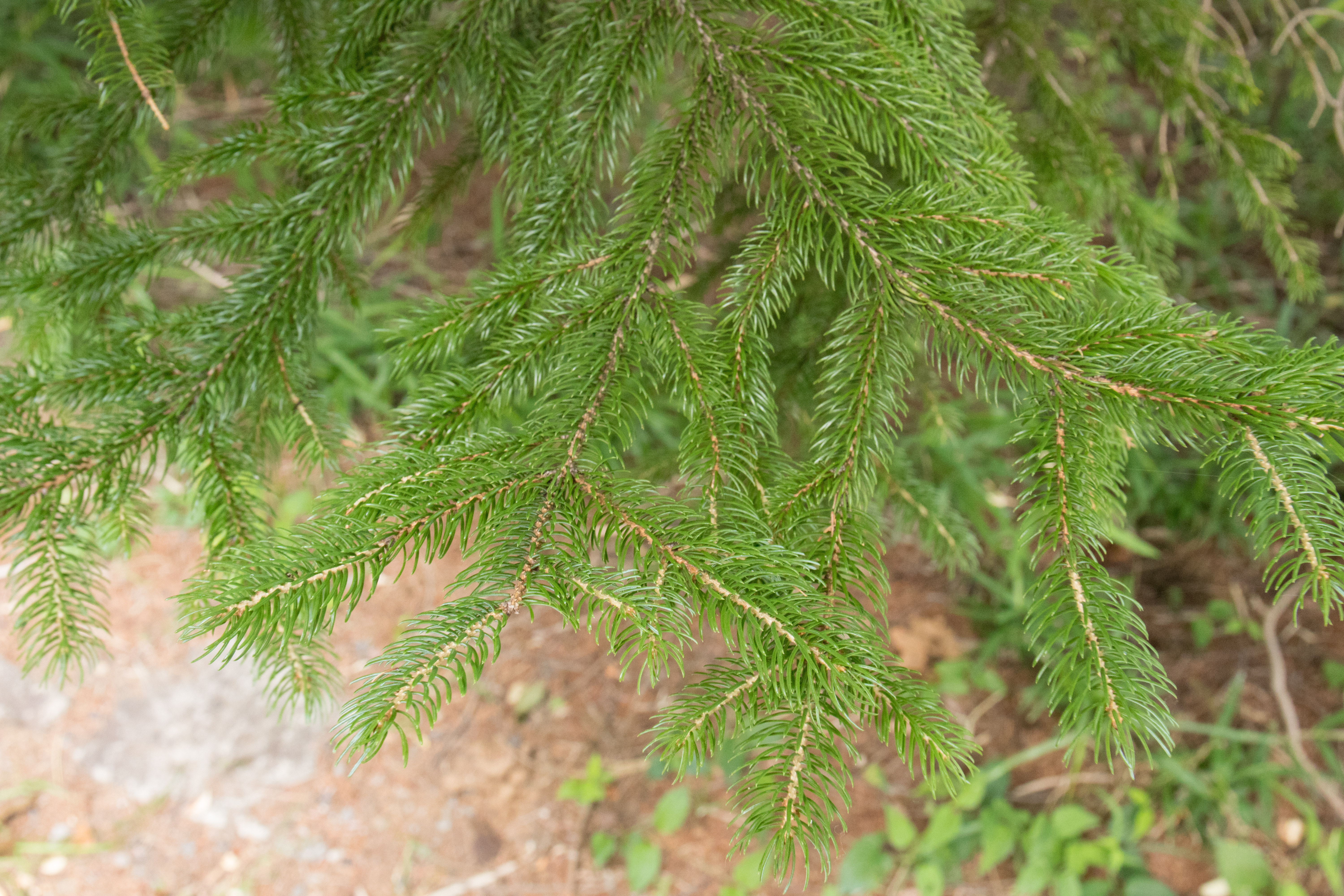
Aghi
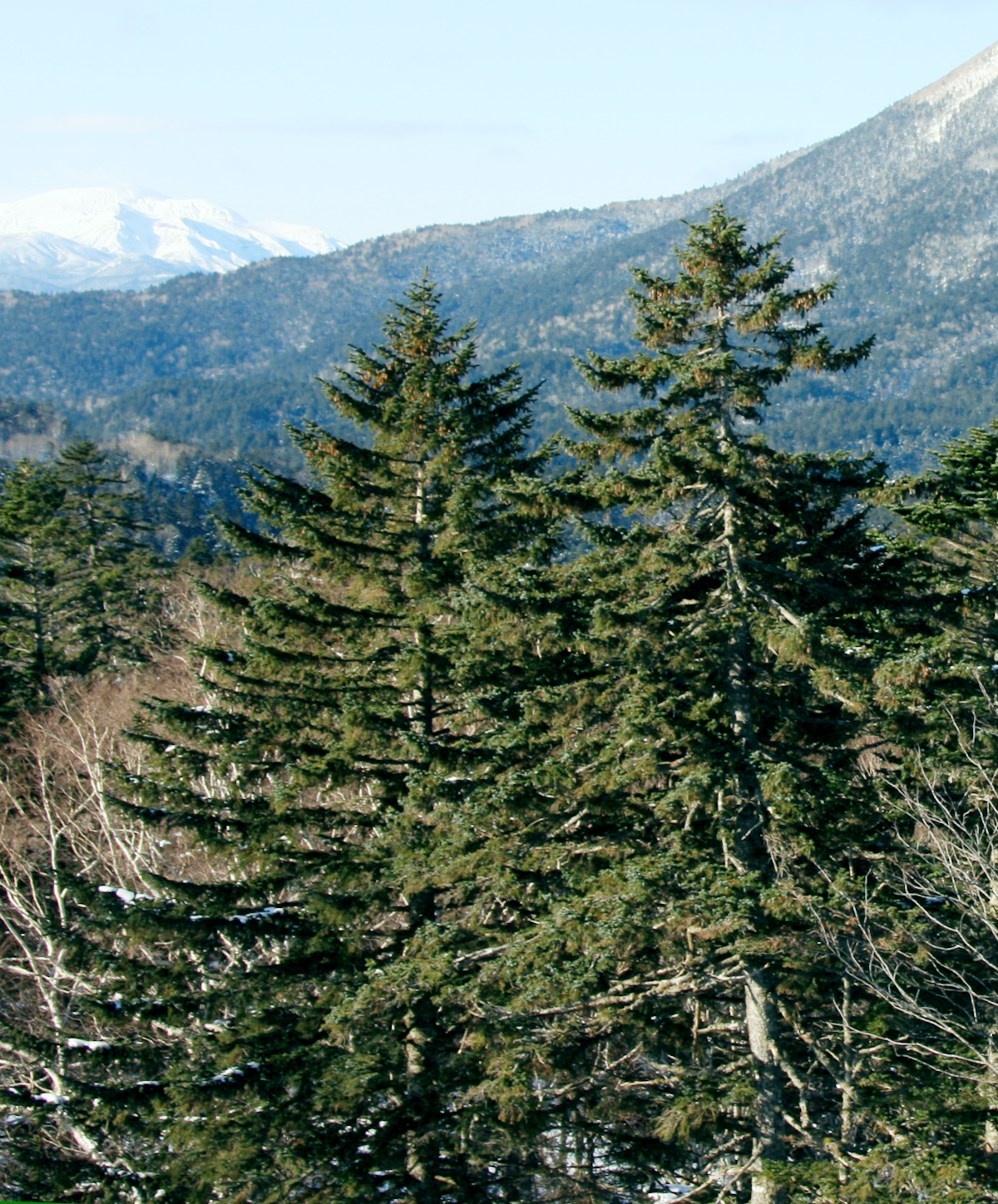
Foresta di P. jezoensis
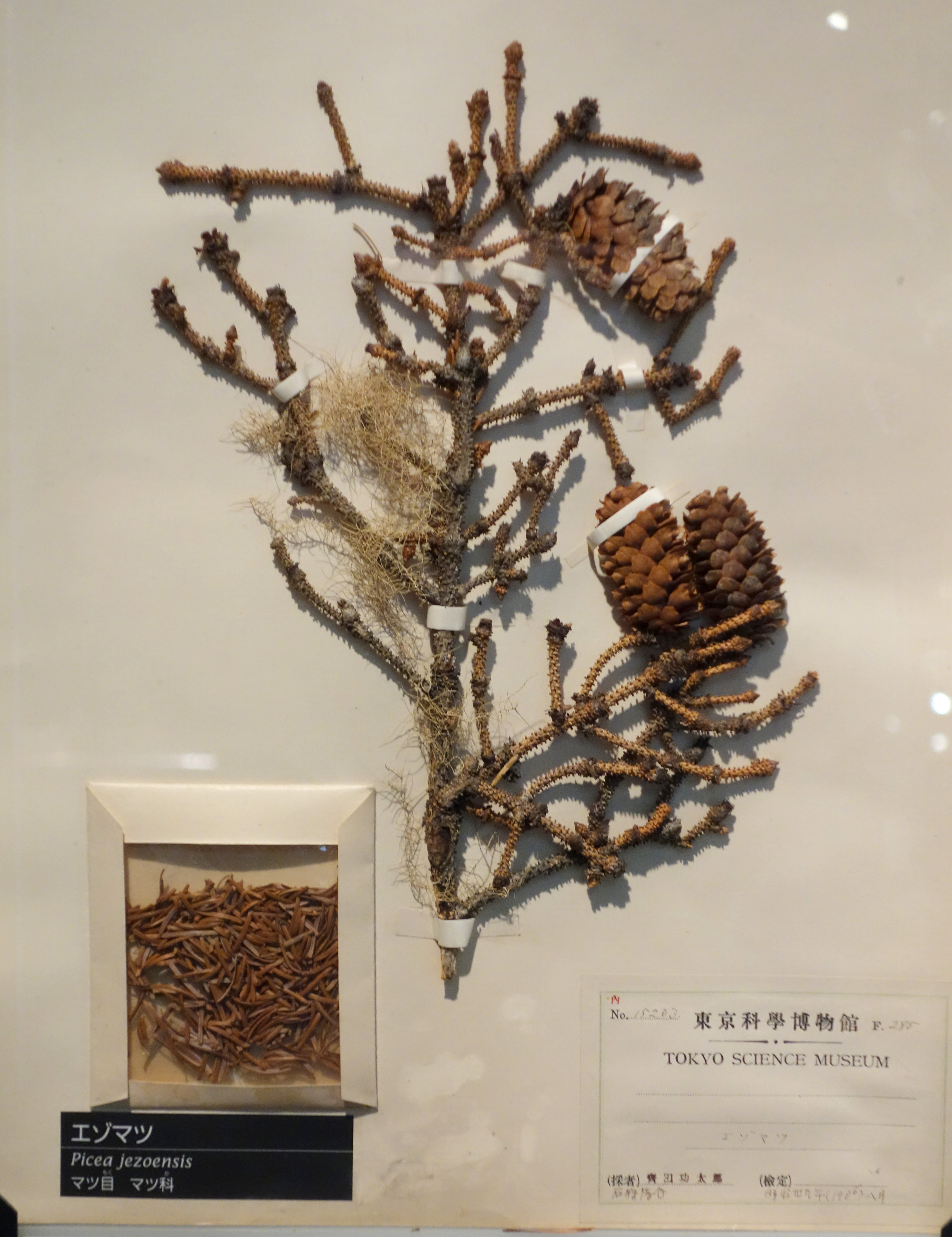
Specimen

## Distribuzione e habitat
Vegeta dal livello del mare ai 2700 m di quota, su suoli podzolici; il clima dell'habitat è freddo e umido, con precipitazioni annue comprese tra i 1000 e i 2500 mm. Forma foreste miste, usualmente con altre conifere come Tsuga diversifolia, specie di Abies, Larix e Pinus; tra le caducifoglie la più presente è Betula ermanii.

## Tassonomia
Vengono accettate una sottospecie e una varietà:
- Picea jezoensis subsp. hondoensis (Mayr) P.A.Schmidt - endemica di Honshu
  - Picea jezoensis var. koreana Uyeki - endemica della Corea del Nord

### Sinonimi
Si conoscono i seguenti sinonimi:
- Abies jezoensis Siebold & Zucc.
- Pinus jezoensis (Siebold & Zucc.) Antoine
- Pseudotsuga jezoensis (Siebold & Zucc.) W.R.McNab

## Usi
Riveste una grande importanza economica per lo sfruttamento del suo legno, utilizzato nell'industria cartaria e per la fabbricazione di strumenti musicali. sempre più frequentemente in edilizia, per la fabbricazione di strumenti musicali (Giappone); in Kamchatka viene utilizzato per la costruzione delle locali abitazioni. È una specie molto utilizzata per le riforestazioni, in particolare in Corea e Giappone, ma anche in Europa, dove però si è dimostrata sensibile alle gelate tardive; se ne conoscono poche cultivar, nonostante i vari tentativi di ibridazione con P. sitchensis, P. glauca e P. mariana.

## Conservazione
Essendo una conifera con areale e popolazione vaste, viene classificata come specie a rischio minimo (least concern) nella Lista rossa IUCN.